# Nordiskt nätverk för Avantgardestudier
Nordiskt Nätverk för Avantgardestudier är ett nordiskt forskningsnätverk, stöttat av Nordforsk 2004–2009. Nätverket blev tilldelat status som Nordic Research Gem 2008.
Nordiskt Nätverk för Avantgardestudier arbetar för att styrka och koordinera mindre och spridda nationella forskningsmiljöer, och för att bidra till att främja utväxling av kunskap om olikheter och likheter mellan de nordiska länderna och för att göra nordisk avantgardeforskning synlig internationellt. Nätverket avhåller en årlig konferens, och tillhandahåller ramen för arbetet på De nordiska avantgardernas kulturhistoria i 4 band och ett elektroniskt arkiv för dokument från de nordiska avantgarderna. Tania Ørum, Köpenhamns universitet, leder nätverket, Nils Olsson, Göteborgs universitet och Patrik Sjöberg, Karlstads universitet, är koordinatorer för Sverige.
Det nordiska forskningsnätverket är en vidareutveckling av det danska forskningsnätverket ”Avantgardernes genkomst og aktualitet” som stöttades av Det humanistiske Forskningsråd 2001-2004. Nordiskt Nätverk för Avantgardestudier har också varit drivande för etableringen av ett Europeiskt Nätverk för Avantgarde- och Modernismstudier, vars första konferens avhölls i Ghent, Belgien i maj 2008. Det nordiska nätverket arbetar med att synliggöra nordisk avantgardeforskning i EAM.